# 高岡市立万葉小学校
高岡市立万葉小学校（たかおかしりつ まんようしょうがっこう）は富山県高岡市にある公立小学校。

## 沿革
- 1979年4月1日 - 高岡市立守山小学校と高岡市立二上小学校が統合し高岡市立万葉小学校となる[2][3]

## 校区（学区）
万葉地区
- 二上町
- 二上
  - 上二上、下二上
- 二上新
- 八ケ
- 守護町、守護町新
- 守山[4]
- 西海老坂、東海老坂

## 著名な出身者
- 橘慶一郎（政治家）